# 丙酮酸脫氫酶複合體
丙酮酸脫氫酶複合體（英語：Pyruvate dehydrogenase complex；PDH complex；PDC；也称为丙酮酸去氫酶複合物）是生物體內催化丙酮酸轉變成乙醘輔酶A之反應的三種酶及五種輔酶的組合。
此複合物所參與的反應名稱是丙酮酸脫羧，是連結糖解作用（最終產物為丙酮酸）與檸檬酸循環（起始反應物為乙醘輔酶A）的一連串化學反應，所有反應都是在丙酮酸去氫酶複合物的表面以內進行。
除此之外，此複合物也是生物體內另外兩種酶複合物的原型，分別是參與檸檬酸循環的α-酮基戊二酸複合物（α-ketoglutarate dehydrogenase complex），以及參與一些氨基酸氧化路徑的支鏈 α-酮酸去氫酶複合物（Branched-chain α-keto acid dehydrogenase complex）。而且因為這些複合物都包含一些屬於維生素B群的化學物質，因此缺乏維生素B會造成眾多疾病，例如腳氣病。

## 反应
| 丙酮酸        | 丙酮酸脱氢酶复合体 | 丙酮酸脱氢酶复合体 | 乙酰辅酶A |
|               |                    |                    |           |
| CoA-SH + NAD+ | CO2 + NADH + H+    |                    |           |
|               |                    |                    |           |
|               |                    |                    |           |
|               |                    |                    |           |
|               |                    |                    |           |

## 組成
對真核生物來說，組成丙酮酸去氫酶複合物的三種酶及五種輔酶皆位在粒線體中；對原核生物來說，則是位在細胞質裡。這些酶除了組合在一起之外，還能夠重複地組成更大的蛋白質群。
組成丙酮酸去氫酶複合物的三種酶分別是：
| 中文名稱                 | 英文名稱                     | 常用縮寫 | 基因位置          |
| ------------------------ | ---------------------------- | -------- | ----------------- |
| 丙酮酸脫氫酶             | Pyruvate dehydrogenase       | A或E1    | X染色體 p22.1     |
| 二氫硫辛醯基乙醯基轉基酶 | Dihydrolipoyl transacetylase | B或E2    | 11號染色體 q23.1  |
| 二氢硫辛酰胺脱氢酶       | Dihydrolipoyl dehydrogenase  | C或E3    | 7號染色體 q31-q32 |

五種輔酶則是：
| 中文名稱           | 英文名稱                          | 常用縮寫 | 作用位置                             |
| ------------------ | --------------------------------- | -------- | ------------------------------------ |
| 硫胺素焦磷酸       | Thiamine pyrophosphate            | TPP      | E1的輔成基（主要作用的所在位置）     |
| 輔酶A              | Coenzyme A                        | CoA      | 在E2中作用。                         |
| 硫辛酸             | Lipoic acid或Lipoate              |          | 與E2上的離胺酸結合成硫辛醯胺輔成基。 |
| 黄素腺嘌呤二核苷酸 | Flavin adenine dinucleotide       | FAD      | E3的輔成基。                         |
| 菸鹼胺腺呤雙核苷酸 | Nicotinamide adenine dinucleotide | NAD      | 在E3中作用。                         |

硫胺素焦磷酸（TPP）位在在E1的活化位置上，其主要構造是噻唑環（thiazole ring），組成TPP的必要物質是硫胺素（也就是維生素B1）。
E2含有三種功能不同的區域，第一個區域稱為硫辛醯區（Lipoyl domain），位在E2蛋白質的氨基端（N-terminal）上。硫辛酸形成的硫辛醯基（Lipoyl group）與離胺酸形成的離胺酸殘基（residue）會組成硫辛醯基離胺酸，是E2的輔成基。這個區的數目在依照物種的不同而有變異。第二個區域是負責E2與E3、以及E2與E1之間連結的區域，稱為連接區（Binding domain）。第三個區域最靠近複合物內部，稱為乙醯基轉移酶區（acyltransferase domain），能使乙醯基轉移。不同區域之間會相隔20到30個不等的氨基酸。
E3上則有黃素腺嘌呤雙核苷酸（FAD），而組成FAD的主要物質，是核黃素（維生素B2）。另外NAD中含有菸鹼酸（維生素B3），CoA的組成物之一則是泛酸（Pantothenate；維生素B5）。

## 整體結構
哺乳類動物體內的丙酮酸脫氫酶複合物直徑大小，大約是50奈米，約是核糖體的5倍大，可以在電子顯微鏡下直接觀察其外觀。分析電子顯微鏡照片與晶體繞射的結果，可以得出一個模型，模型顯示在複合體的外圍是E1，內部則是E2與E3。E2的形狀為五角十二面體，直徑大約25奈米。在牛科動物細胞裡是以60個單位來組成一個核心；在大腸桿菌中則是以24個E2單位組成。另外大大腸桿菌桿菌的丙酮酸脫氫酶複合物重量大約是4600kdal。

## 反應過程

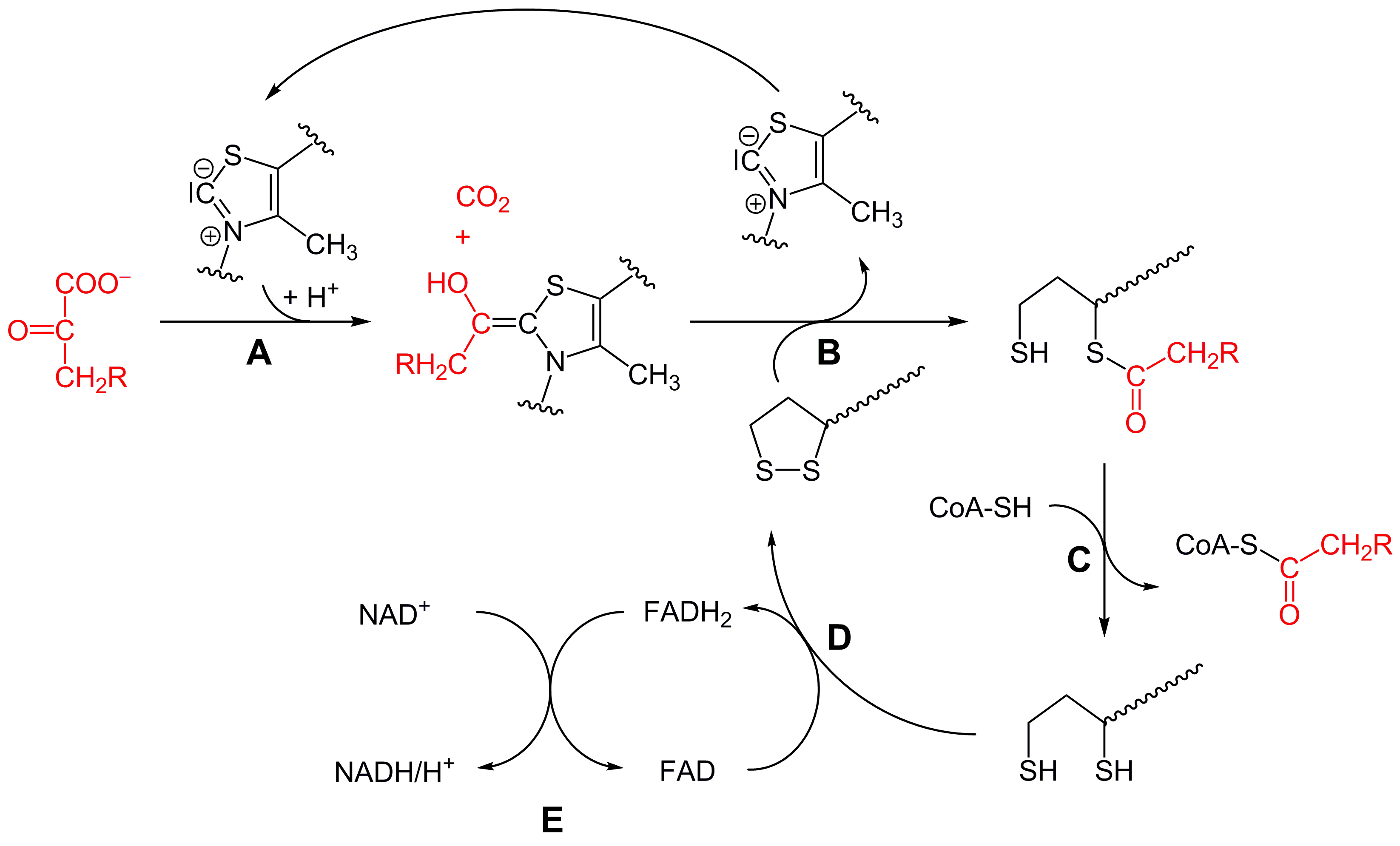
丙酮酸脫氫酶複合體的反应综述图解（R=H时为丙酮酸）。

在複合物內進行的脫羧作用主要可分為5個步驟，丙酮酸與乙醘輔酶A的中間物在複合物裡的移動過程，大致依照E1、E2的順序，E3則沒有直接與中間物接觸。其中丙酮酸是在第一個步驟（E1中）加入反應，乙醘輔酶A是在第三個步驟（E2中）中生成。
A.在第一個步驟中，丙酮酸上的羧基會形成二氧化碳然後釋出；中间的碳原子則會與E1中的TPP結合形成羥乙基TPP（Hydroxyethyl TPP），對丙酮酸來說是個氧化反應。這個步驟是所有步驟中最慢的一個，因此決定了整個反應的速率。
B.接下來TPP會將羥乙基帶入第二個步驟，TPP本身則留在E1中繼續作用。羥乙基氧化之後變成乙酰基，並進入E2，與硫辛醯基上的其中一個硫原子結合，已經氧化過的硫辛醯基離胺酸與乙酰基結合，成為醯基硫辛醯基離胺酸（Acyl lipoyllysine）。
C.第三個步驟在E2進行，醯基硫辛醯基離胺酸會與輔酶A進行反應，此反應會使硫辛醯基離胺酸還原，並釋出乙醯輔酶A。硫辛醯基離胺酸則經過下一步驟的氧化之後回到第二步驟作反應。
D.第四個步驟中，E3的輔成基FAD會使上一步驟中還原的硫辛醯基離胺酸再度氧化，以回到第二步驟；而FAD經過反應之後，會變成FADH2。
E.最後FADH2與NAD+反應而氧化成FAD，回到第四步驟。NAD+則還原成NADH，並且放出一個氫離子。

## 調控
丙酮酸脫氫酶複合體會受到三種方式調控，第一種稱為產物抑制，也就是複合物所催化生成的產物乙醯輔酶A與NADH，能夠抑制複合物的作用能力。其中乙醯輔酶A抑制的對象是E2，NADH則是抑制E3。除此之外，這兩種抑制物氧化之後生成的輔酶A與NAD+，則能夠促進複合物的作用。第二種調控方式是由核苷酸來執行，例如GTP有抑制作用，AMP則有促進作用。
第三種稱為共價修飾作用，當E1中的絲氨酸殘基被ATP磷酸酯化之後，複合物會失去活性；反之如果磷酸酯化產生的磷酸酯基被水解掉，則複合物會再度活化。另外磷酸酯化作用本身又受到丙酮酸的抑制；並且當ATP/ADP、乙醯輔酶A／輔酶A，以及NADH/NAD+的比值高時，將有促進磷酸酯化的效果。

## 外部連結
- （中文）榮總人電子週報 Leigh氏童年期腦脊髓病變
- （英文）Pyruvate Dehydrogenase & Krebs Cycle